# Linzhiïta
La linzhiïta és un mineral de la classe dels elements natius. Va ser descrit inicialment sense aprovació com a ferdisilicita (FeSi₂), el primer membre de la sèrie d'aliatges entre silici i ferro; aquesta descripció inicial va ser l'any 1962 a càrrec de Gevork’yan. Va ser redefinit com a linzhiïta i aprovat per la IMA l'any 2010.

## Classificació
A la classificació de Nickel-Strunz apareix classificat com a metall o aliatge intermetàl·lic i dins d'aquest grup com a silicur (1.BB.20). A la classificació de Dana apareix com a element natiu o aliatge i dins d'aquest grup com a metall (1.1.33.3).

## Característiques
La linzhiïta és un mineral de fórmula química FeSi₂. Cristal·litza en el sistema tetragonal. La seva duresa a l'escala de Mohs és 6,5.

## Formació i jaciments
Sol trobar-se com a grans irregulars d'entre 0,04 i 0,5 mm de diàmetre. Presenta intercreixements amb zangboïta i silici natiu. El context geològic on es troba a la localitat tipus és en una cromitita dins de l'ofiolita de Luobusha (Tibet).